# Списак фудбалских стадиона у Црној Гори
| #   | Стадион                     | Капацитет | Град             | Домаћи тим                                                 |
| --- | --------------------------- | --------- | ---------------- | ---------------------------------------------------------- |
| 1.  | Стадион под Горицом         | 12.000    | Подгорица        | ФК Будућност Подгорица, Фудбалска репрезентација Црне Горе |
| 2.  | Градски стадион Беране      | 11.000    | Беране           | ФК Беране                                                  |
| 3.  | Градски стадион Никшић      | 10.800    | Никшић           | ФК Сутјеска Никшић                                         |
| 4.  | Градски стадион Пљевља      | 10.000    | Пљевља           | ФК Рудар Пљевља                                            |
| 5.  | Стадион Трешњица            | 7.000     | Голубовци        | ФК Зета                                                    |
| 6.  | Градски стадион Бијело Поље | 5.000     | Бијело Поље      | ФК Јединство Бијело Поље                                   |
| 7.  | Стадион СРЦ Тополица        | 5.000     | Бар              | ФК Морнар Бар, ОФК Бар                                     |
| 8.  | Стадион Обилића Пољана      | 5.000     | Цетиње           | ФК Ловћен                                                  |
| 9.  | Стадион под Рацином         | 5.000     | Плав             | ФК Језеро                                                  |
| 10. | Стадион под Врмцем          | 5.000     | Котор            | ФК Бокељ                                                   |
| 11. | Стадион Лугови              | 4.000     | Будва            | ФК Могрен                                                  |
| 12. | Стадион у парку             | 5.000     | Тиват            | ФК Арсенал Тиват                                           |
| 13. | Стадион Златица             | 3.000     | Подгорица        | ФК Ком                                                     |
| 14. | Стадион Жељезаре            | 2.000     | Никшић           | ФК Челик Никшић                                            |
| 15. | Стадион Браћа Велашевић     | 2.000     | Даниловград      | ФК Искра Даниловград                                       |
| 16. | Стадион Цвијетни Бријег     | 1.500     | Подгорица        | ФК Младост Подгорица                                       |
| 17. | Стадион у Радановићима      | 1.500     | Радановићи       | ФК Грбаљ                                                   |
| 18. | Стадион под Малим брдом     | 1.450     | Петровац на Мору | ОФК Петровац                                               |
| 19. | Стадион Солила              | 1.000     | Игало            | ОСК Игало                                                  |
| 20. | Стадион Тушко Поље          | 1.000     | Тузи             | ФК Дечић                                                   |